# Ferdinand González
Ferdinand González van Castilië (Lara de los Infantes, circa 910 - Burgos, 970) was van 915 tot aan zijn dood de eerste autonome graaf van Castilië. Hij behoorde tot het huis Beni Mamaduna en was de stichter van deze dynastie.

## Levensloop
Ferdinand González was de zoon van Gonzalo Fernández en diens echtgenote Mayor. Hij was de oprichter van het huis Beni Mamaduna, dat het semiautonome graafschap Castilië bestuurde en de fundaties legde voor het latere onafhankelijke koninkrijk dat Castilië zou worden.
Hij groeide op in het kasteel van Lara, van waaruit zijn vader het proces begon om de verdeelde graafschappen van het oude Castilië te herenigen. Wat vroeger een land was onder leiding van graven Rodrigo en diens zoon Diego Rodríguez Porcelos, werd na de dood van deze laatste in 885 verdeeld in verschillende graafschappen. Rond 899 werd Gonzalo Fernández voor het eerst genoemd als graaf van Burgos en rond 909 volgde hij zijn bloedverwant Munio Nuñez op als graaf van Castilië, dat nu een fractie was van wat het graafschap vroeger was.
Rond 915 viel Gonzalo Fernández in ongenade en werd hij uit Castilië verbannen. Ferdinand González erfde nu de graafschappen Castilië en Burgos, maar werd wegens zijn minderjarigheid onder een regentenraad geplaatst. Deze raad was samengesteld uit Ferdinand Ansúrez, zijn oom Nuño Fernández en Gutier Núñez. In 930 werd Ferdinand voor het eerst vermeld als graaf van Castilië en Burgos. In 931 stierf Álvaro Herraméliz: de graaf van Álava, Cerezo en Lantarón. Ferdinand volgde hem op en kon zo het vroegere graafschap Castilië in eenheid herstellen. Hij huwde kort daarna met Álvaro's weduwe Sancha van Navarra, dochter van koning Sancho I van Navarra. Sancha was voor haar huwelijk met Álvaro Herraméliz ook nog gehuwd met koning Ordoño II van León. Het huwelijk van Ferdinand en Sancha zorgde dus niet alleen voor de hereniging van het vroegere graafschap Castilië, maar zorgde er ook voor dat hij genoeg invloed had om politieke allianties te sluiten in het noordelijk gebied van Spanje dat in handen was van de christenen.
Onder zijn controle slaagde Ferdinand González erin om een strenge militaire krijgsmacht uit te bouwen samengesteld uit troepen van Burgos, Asturië, Santillana, Lantarón, Álava, Castilië en Lara. Met zijn militaire dapperheid speelde hij in 939 een prominente rol in de Slag bij Simancas. Kort daarna heroverde hij de stad Sepúlveda, die tot dan in handen was van de Moren. Toen in die periode zijn macht begon te groeien, begon hij een steeds zelfstandigere koers te varen tegenover het koninkrijk León, dat de suzereiniteit had over Castilië.
Nadat hij samen met koning Ramiro II van León de Moren had bevochten in de Slag bij Simancas, werd Ferdinand González ontevreden over Ramiro II toen die zijn troepen terugtrok in zijn grenssteden en hij kwam in rebellie tegen de koning van León. In 944 werd Ferdinand afgezet als graaf van Castilië ten voordele van Sancho, de zoon van koning Ramiro II. Sancho kwam onder het regentschap te staan van de machtige Castiliaanse edelman Ansur Fernández. Kort daarna werd Ferdinand verslagen door Ramiro II, waarna hij drie jaar in gevangenschap zat. In 947 verzoenden Ramiro II en Ferdinand González zich toen Ferdinand zijn dochter Urraca uithuwelijkte aan Ordoño III, de zoon en erfopvolger van koning Ramiro II van León.
Na de dood van koning Ramiro II in 951 belandde het koninkrijk León in een dynastieke crisis, waarvan Ferdinand González profiteerde. Oorspronkelijk steunde hij de eisen van Sancho tegen zijn broer Ordoño III. Toen Sancho er niet in slaagde om zijn eisen door te drukken, was Ferdinand gedwongen om Ordoño III te erkennen als koning. Hij bleef dit ook doen nadat Ordoño zich liet scheiden van Ferdinands dochter Urraca. De vroege dood van Ordoño III in 956 liet Ferdinand toe om opnieuw van alliantie te veranderen: dit keer steunde hij echter niet de nieuwe koning Sancho I, maar diens rivaal Ordoño IV, de zoon van de vroegere koning Alfons IV van León en de nieuwe echtgenoot van zijn dochter Urraca.
In september 959 stierf Ferdinands echtgenote Sancha en een jaar werd hij verslagen toen hij in opdracht van koning Sancho I van León het koninkrijk Navarra binnenviel. Hij werd gevangengenomen door koning García I van Navarra, maar hij kon zijn vrijheid herwinnen door allerlei territoriale concessies te doen en de steun aan Ordoño IV af te zweren. In mei 964 kwam het uiteindelijk tot een alliantie tussen Ferdinand en García I van Navarra, die beklonken werd door het huwelijk van Ferdinand met García's dochter Urraca. Op hetzelfde moment huwde Ferdinands dochter Urraca, die inmiddels gescheiden was van Ordoño IV, met de latere koning Sancho II van Navarra. In die periode kon hij van de zwakheid en de wanorde in het koninkrijk León profiteren om zijn autonomie als graaf van Castilië verder op te bouwen.
In 970 stierf Ferdinand González, waarna zijn zoon García I Fernandez hem opvolgde als graaf van Castilië. Zijn weduwe Urraca keerde terug naar Navarra en hertrouwde later met hertog Willem II van Gascogne. Zijn stoffelijk overschot werd bijgezet in het klooster San Pedro de Arlanza.

## Nakomelingen
Ferdinand González en zijn eerste echtgenote Sancha kregen volgende kinderen:
- Gonzalo, huwde met Fronilde Gómez
- Sancho
- García I Fernández (935-995), graaf van Castilië
- Urraca Fernández (overleden in 1007), huwde in 941 met koning Ordoño III van León, daarna in 958 met koning Ordoño IV van León en vervolgens in 962 met koning Sancho II van Navarra
- Mayor, huwde met Gómez Díaz, graaf van Saldaña